# Vigésima Força Aérea
A Vigésima Força Aérea é uma força aérea numerada da Força Aérea dos Estados Unidos (USAF), subordinada do Comando de Ataque Global. O seu quartel-general localiza-se na Base aérea de Francis E. Warren, no Wyoming. A missão desta força aérea é a de gerir as operações os misseis balísticos intercontinentais da USAF.